# روترنغ
روترنغ (شعارها: rOtring) كانت شركة ألمانية مقرّها هامبورغ عملت في تصنيع أدوات وأقلام الكتابة، وأدوات الرسم. تم الاستحواذ عليها من قبل شركة سانفورد في 1998.

## التاريخ
تأسست الشركة في عام 1928. المنتج الأول للشركة كان قلم تاينتينكولي (Tintenkuli) وهو قلم حبر للتخطيط مع أنابيب صلبة ضيقة بشكل مغاير للأقلام التي كانت متواجدة آنذاك. وفي الوقت الذي كانت فيه أقلام التخطيط شائعة في أمريكا وكانت صناعتها سريعة التقدم، لم يتم تسويقها في السوق الأوروبية. وقد أصبحت شركة روترنغ في نهاية المطاف تجارية مرتبطة بمثل هذه الأقلام في جميع أنحاء العالم. وعلى الرغم من أن أقلام التخطيط لم تتفوق أبدًا على أقلام الحبر في استخدامات معينة، فقد أصبحت أقلام روترنغ هي الأقلام التقنية النموذجية الأكثر انتشارًا في عصرها.
ظهرت روترنغ في عام 1990 بتصاميم جديدة بمساعة الكمبيوتر (تصميم بمساعدة الحاسوب)، فأصدرت مجموعة جديدة من أقلامها، وهي مجموعة متنوعة من أقلام الرصاص والحبر وأقلام التحديد.
في عام 1998 تم الاستحواذ على شركة روترنغ من قبل سانفورد، وهي شركة أمريكية متخصصة في الجرافيك وهي جزء من نيويل ربرمايد (Newell Rubbermaid) منذ عام 1992.

## المنتجات

Rotring Rapidograph 0.35 مم التقنية القلم

Rotring Isograph 0.35 مم التقنية القلم

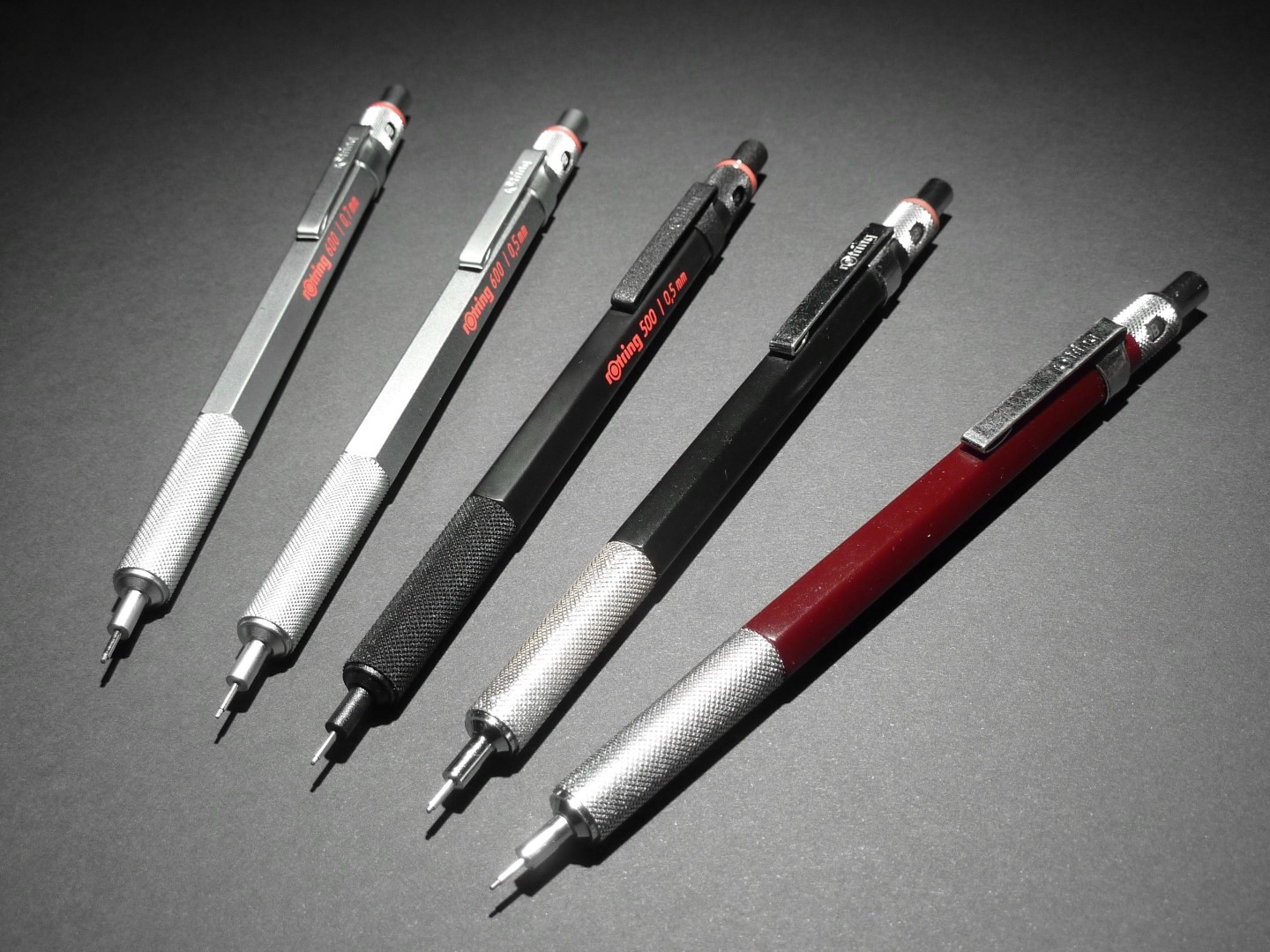
Rotring أقلام الرصاص الميكانيكية

| العلامة التجارية      | مجموعة من المنتجات                                            |
| --------------------- | ------------------------------------------------------------- |
| Rapidograph, Isograph | أقلام ميكانيكية، تعبئة الأحبار                                |
| Art Pen               | الخط الأقلام, تعبئة الأحبار                                   |
| Rapid Pro             | أقلام الرصاص الميكانيكية ، يؤدي                               |
| Tikky                 | أقلام الحبر، علامات, أقلام الرصاص الميكانيكية، عبوات, ومحايات |
| Precision             | البوصلات، هندسة الساحات حروف ودائرة الإستنسل، منقلة، حكام     |

## الملاحظات والمراجع
1. ↑  "rOtring". Newell Brands (بالإنجليزية). Archived from the original on 2021-07-15. Retrieved 2021-08-08.
2. ↑  Enterprise transformation : understanding and enabling fundamental change. Hoboken, N.J.: Wiley-Interscience. 2006. ص. 409. ISBN:0-470-00782-6. OCLC:85784235. مؤرشف من الأصل في 2022-04-22.
3. ↑  "ROTRING Trademark of LUXEMBOURG BRANDS SARL Serial Number: 73689855 :: Trademarkia Trademarks". trademark.trademarkia.com (بالإنجليزية). Archived from the original on 2020-02-24. Retrieved 2021-08-08.
4. ↑  Rotring products نسخة محفوظة 2011-06-29 على موقع واي باك مشين. [وصلة مكسورة]